# Андреев, Николай Николаевич (мореплаватель)
Николай Николаевич Андреев (26 августа [7 сентября] 1824 — 2 [14] июля 1888, Санкт-Петербург) — вице-адмирал, участник Крымской войны и обороны Севастополя.

## Биография
Из дворян Екатеринославской губернии.
Окончил Морской корпус с производством 9 августа 1844 года в чин мичмана. В 1846 году после окончании Офицерского класса при Морском Кадетском Корпусе был направлен в чине лейтенанта на Черноморский флот. 
В 1846 году на шхуне «Унылая» совершил переход между Николаевым и Севастополем. В 1847 году на бриге «Эней» крейсировал у абхазских берегов. В 1847—1850 годах служил на бригах «Телемак» и «Тезей» в Средиземном море. В 1850—1852 годах на бригах «Тезей» и «Орфей» и шхуне «Ласточка» крейсировал у восточных берегов Чёрного моря.
В 1853 году во время Крымской войны в рядах славных защитников Севастополя Андреев пробыл 11 месяцев на бастионах и полгода комендантом укрепления (Севастопольский Михайловский равелин или Михайловская батарея), оборонявшего северную сторону города. За это время он был произведен 2 июня 1855 года в чин капитан-лейтенанта и был награжден орденами Св. Владимира IV степени с мечами и бантом и Св. Станислава II степени с мечами и короной и светло-бронзовой медалью на андреевской ленте «В память войны 1853-1856».
В 1856 году — командир парохода «Андия». В 1857 году Андреев привел в Чёрное море винтовую шхуну «Пицунда» (1857—1893), построенную под его наблюдением в Англии, и плавал на ней у Кавказских берегов.
В 1858—1860 годах, командуя корветом «Рында», совершил кругосветное плавание из Кронштадта на Дальний Восток и обратно. 17 октября 1860 года произведен в чин капитана 2-го ранга.
В 1860—1862 годах плавал два года в Средиземном море, командуя фрегатом «Олег».
«В течение службы фрегат „Олег“ ходил в дальние походы. Побывал с визитами в портах Франции, Греции и Турции. Выдерживал штормы в зимней Атлантике. О прочности и мореходных качествах фрегата хорошо отзывался его командир — капитан 2-го ранга Андреев. В донесении из Тулона он отмечал „… исправное действие машины … и прочное скрепление корпуса фрегата, которое нигде не сдало после шестидневной качки в Бискайской бухте … 10 и 11 узлов он шёл легко, не требуя форсирования парусами…“»

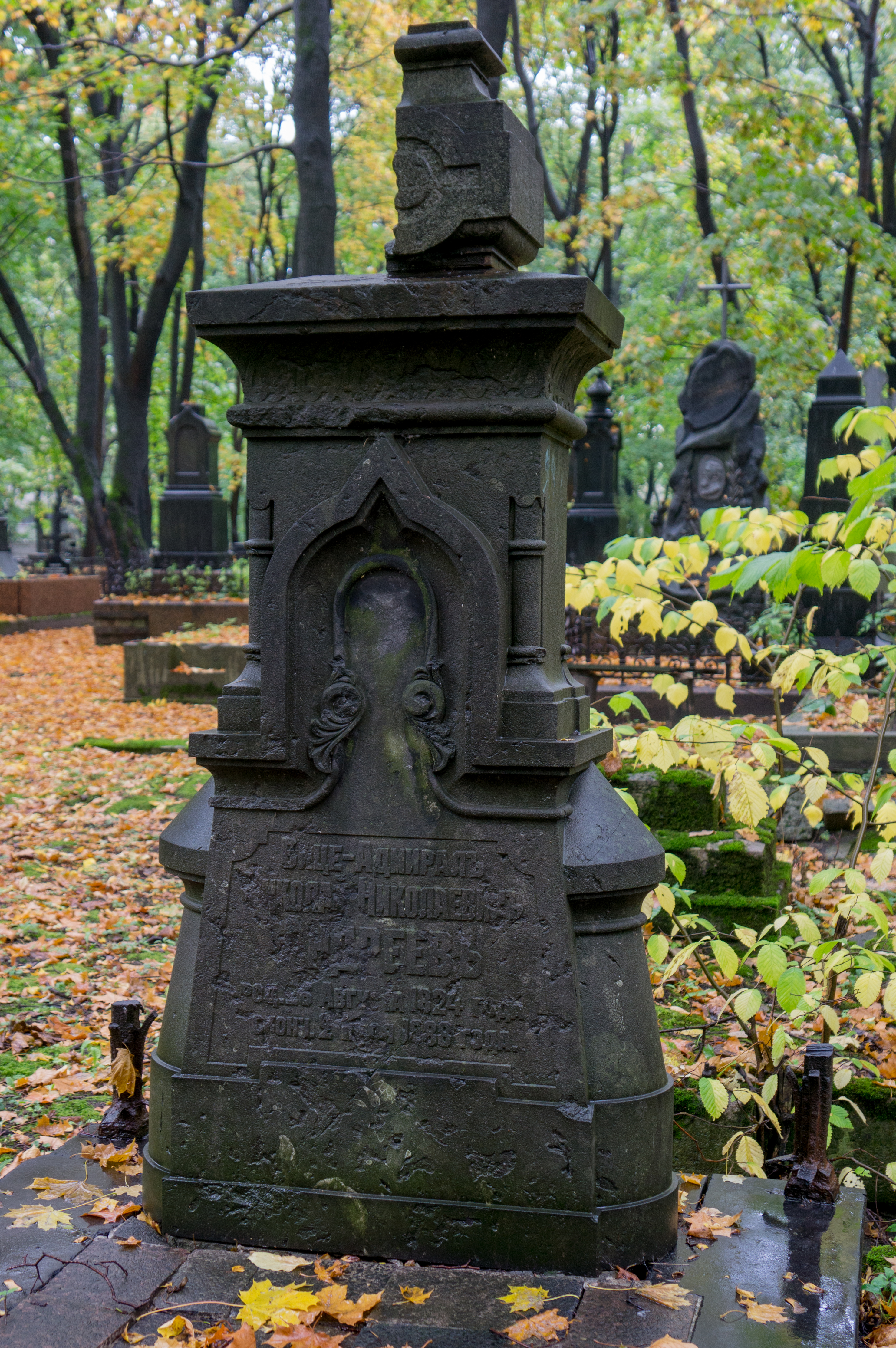
Могила Н. Н. Андреева

1 января 1864 года произведен в чин капитана 1-го ранга.
В 1865 году — назначен командиром линейного корабля «Цесаревич».
в 1871—1881 годах, в эпоху возрождения Черноморского флота и усиленной деятельности по случаю новой войны с Турциею, Андреев занимал должность капитана над портом в Николаеве. 1 января 1872 года произведен в чин контр-адмирала. В 1873 году награжден орденом Св. Владимира III степени. 14 апреля 1875 года награжден орденом Св. Станислава I степени. 16 апреля 1878 года награжден орденом Св. Анны I степени.
30 августа 1882 года произведен в чин вице-адмирала. 1 января 1886 года назначен начальником Главного управления кораблестроения и снабжений, а также занимал должность председателя комитета Добровольного флота, временно исполнял обязанности начальника Главного морского штаба и управляющего Морским министерством.
Служба Андреева как на флоте, так и в администрации доставила ему в среде сослуживцев глубокое уважение и репутацию хорошего моряка и безусловно честного человека, строго относившегося к служебному долгу и ревностно заботившегося о пользах флота и интересах казны. Изучив до тонкости, во время 15-летнего командования судами, все потребности морской службы, он, потом, занимая важные хозяйственные должности, умел отличать действительные надобности от прихотей, и, ограничивая последние, никогда не отказывал в первых.
Умер 2 июля 1888 года. Похоронен на Новодевичьем кладбище в Санкт-Петербурге (средняя часть, 4 дор., уч. 40) рядом с братом, Евгением Андреевым.

## Награды
Российской Империи:
- Орден Святого Владимира 4 степени с бантом (1854)
- Орден Святого Станислава 2 степени с Императорской короной и мечами (1856)
- Орден Святой Анны 2 степени (1867)
- Орден Святого Александра Невского (1887)
- Медаль «За защиту Севастополя»
- Медаль «В память войны 1853—1856»

Иностранных государств:
- Греческий Орден Спасителя офицерский крест (1862)
- Греческий Орден Спасителя командорский крест (1864)